# Dasiops facialis
Dasiops facialis är en tvåvingeart som först beskrevs av Collin 1953.  Dasiops facialis ingår i släktet Dasiops och familjen stjärtflugor. Arten är reproducerande i Sverige. Inga underarter finns listade i Catalogue of Life.